# Lijst van voetbalinterlands Colombia - Panama
Deze lijst van voetbalinterlands is een overzicht van alle officiële voetbalwedstrijden tussen de nationale teams van Colombia en Panama. De landen speelden tot op heden negen keer tegen elkaar. Het eerste duel, een vriendschappelijke wedstrijd, werd gespeeld in Panama-Stad op 14 februari 1938. De laatste ontmoeting, een kwartfinale van de Copa América 2024, vond plaats op 6 juli 2024 in Glendale (Verenigde Staten).

## Wedstrijden
| № | Plaats          | Datum            | Competitie             | Wedstrijd         | Uitslag |
| - | --------------- | ---------------- | ---------------------- | ----------------- | ------- |
| 1 | Panama-Stad     | 14 februari 1938 | Vriendschappelijk      | Panama – Colombia | 2 – 4   |
| 2 | Barranquilla    | 20 december 1946 | Vriendschappelijk      | Colombia – Panama | 2 – 1   |
| 3 | Mexico-Stad     | 1 maart 1954     | Vriendschappelijk      | Panama − Colombia | 1 − 2   |
| 4 | Panama-Stad     | 6 maart 1970     | Vriendschappelijk      | Panama − Colombia | 0 − 3   |
| 5 | Miami           | 6 juli 2005      | CONCACAF Gold Cup 2005 | Colombia – Panama | 0 – 1   |
| 6 | East Rutherford | 21 juli 2005     | CONCACAF Gold Cup 2005 | Colombia – Panama | 2 – 3   |
| 7 | Panama-Stad     | 9 mei 2007       | Vriendschappelijk      | Panama – Colombia | 0 – 4   |
| 8 | Bogota          | 3 juni 2019      | Vriendschappelijk      | Colombia – Panama | 3 – 0   |
| 9 | Glendale        | 6 juli 2024      | Copa América 2024      | Colombia − Panama | 5 − 0   |

## Samenvatting
| Competitie        | Totaal gespeeld | Winst Colombia | Gelijk | Winst Panama | Doelsaldo Colombia – Panama |
| ----------------- | --------------- | -------------- | ------ | ------------ | --------------------------- |
| Copa América      | 1               | 1              | 0      | 0            | 5 − 0                       |
| CONCACAF Gold Cup | 2               | 0              | 0      | 2            | 2 − 4                       |
| Vriendschappelijk | 6               | 6              | 0      | 0            | 18 − 4                      |
| Totaal            | 9               | 7              | 0      | 2            | 25 − 8                      |

Wedstrijden bepaald door strafschoppen worden, in lijn met de FIFA, als een gelijkspel gerekend.

## Details

### Eerste ontmoeting
| Vriendschappelijk (Panama-Stad, Panama, 14 februari 1938):                                    |              | |
| Panama                                                                                        | 2 – 4        | Colombia |
| Alfredo Tapia ??' James Santiago Anderson 89'                                                 | goals        | ??' Julio Torres ??' Roberto Meléndez ??' Julio Torres ??' Roberto Meléndez                                                                                      |
|                                                                                               | bondscoach   | |
|                                                                                               | opstellingen | Carlos Mario Álvarez Pablo Lara Severino Lugo Antonio Díaz Guillermo Herrera Pedro Yépez Isidro Joliani Julio Torres Marcos Mejía Roberto Meléndez Felipe Suárez |
| - Tweede officiële interland uit de geschiedenis voor Colombia; eerste officiële overwinning. |              | |

### Vijfde ontmoeting
| CONCACAF Gold Cup 2005 (Miami, Verenigde Staten, 6 juli 2005): |              | |
| Colombia | 0 – 1        | Panama |
| | goals        | 70' Luis Tejada |
| Reinaldo Rueda | bondscoach   | José Eugenio Hernández |
| Faryd Mondragón José de la Cuesta Humberto Mendoza Juan Carlos Ramírez Yulian Anchico Héctor Hurtado 69' Jairo Patiño Oscar Passo Wason Rentería Malher Moreno 46' Martín Arzuaga 80' | opstellingen | Jaime Penedo Carlos Rivera Luis Moreno José Torres Felipe Baloy Gabriel Gómez 69' Julio Medina Ricardo Phillips 46' Engin Mitre 80' Julio Dely Valdés Luis Tejada |
| Aldo Ramírez 46' Abel Aguilar 69' Oscar Briceño 80' | wissels      | 46' Luis Blanco 69' Gustavo Avila 80' Jorge Dely Valdés |
| Humberto Mendoza ??' Wason Rentería ??' | gele kaarten | ??' Jaime Penedo ??' Carlos Rivera ??' Luis Moreno ??' Felipe Baloy ??' Julio Medina ??' Luis Blanco                                                              |

### Zesde ontmoeting
| CONCACAF Gold Cup 2005 (East Rutherford, Verenigde Staten, 21 juli 2005): |       |                                                                 |
| Colombia                                                                  | 2 – 3 | Panama                                                          |
| Jairo Patiño 63' Jairo Patiño 88'                                         | goals | 11' Ricardo Phillips 26' Jorge Dely Valdes 73' Ricardo Phillips |

### Zevende ontmoeting
| Vriendschappelijk (Panama-Stad, Panama, 9 mei 2007): |       |                                                                              |
| Panama                                               | 0 – 4 | Colombia                                                                     |
|                                                      | goals | 20' Humberto Mendoza 58' César Valoyes 63' Hugo Rodallega 67' Yulian Anchico |

Colfútbol · A-internationals · Selecties · Statistieken · Bondscoaches · Colombiaans vrouwenelftal · Olympisch elftal · Colombia U20 · Colombia U17
1938 – 1949 ·
1950 – 1959 ·
1960 – 1969 ·
1970 – 1979 ·
1980 – 1989 ·
1990 – 1999 ·
2000 – 2009 ·
2010 – 2019 ·
2020 – 2029
WK 1962 · 
WK 1990 · 
WK 1994 · 
WK 1998 · 
WK 2014 · 
WK 2018
OS 1968 · 
OS 1972 · 
OS 1980 · 
OS 1992 · 
OS 2016
1938 · 
1939 · 1940 · 1941 · 1942 · 1943 · 1944 · 
1946 · 
1947 · 
1948 · 
1949 · 
1950 · 1951 · 1952 · 1953 · 1954 · 1955 · 1956 · 
1957 · 
1958 · 1959 · 1960 · 
1961 · 
1962 · 
1963 · 
1964 · 
1965 · 
1966 · 
1967 · 
1968 · 
1969 · 
1970 · 
1971 · 
1972 · 
1973 · 
1974 · 
1975 · 
1976 · 
1977 · 
1978 · 
1979 · 
1980 · 
1981 · 
1982 · 
1983 · 
1984 · 
1985 · 
1986 · 
1987 · 
1988 · 
1989 · 
1990 ·
1991 · 
1992 · 
1993 · 
1994 · 
1995 · 
1996 · 
1997 · 
1998 · 
1999 · 
2000 · 
2001 · 
2002 · 
2003 · 
2004 · 
2005 · 
2006 · 
2007 · 
2008 · 
2009 · 
2010 · 
2011 · 
2012 · 
2013 · 
2014 · 
2015 · 
2016 · 
2017 ·
2018 ·
2019 ·
2020 ·
2021
Algerije ·
Argentinië ·
Australië ·
Bahrein ·
België ·
Bolivia · 
Brazilië ·
Canada ·
Chili ·
China · 
Costa Rica ·
Cuba ·
DDR ·
Duitsland ·
Ecuador ·
Egypte ·
El Salvador ·
Engeland ·
Finland ·
Frankrijk ·
Griekenland ·
Guatemala · 
Haïti ·
Honduras ·
Hongarije ·
Hongkong ·
Ierland ·
Irak ·
Israël ·
Ivoorkust ·
Jamaica ·
Japan ·
Joegoslavië ·
Jordanië ·
Kameroen ·
Koeweit · 
Liberia · 
Marokko ·
Mexico ·
Montenegro ·
Nederland ·
Nederlandse Antillen ·
Nicaragua ·
Nieuw-Zeeland · 
Nigeria ·
Noord-Ierland ·
Noorwegen ·
Panama ·
Paraguay ·
Peru ·
Polen ·
Puerto Rico ·
Qatar ·
Roemenië ·
Saoedi-Arabië ·
Schotland ·
Senegal ·
Servië ·
Slovenië ·
Slowakije ·
Sovjet-Unie ·
Spanje ·
Trinidad en Tobago ·
Tsjecho-Slowakije ·
Tunesië · 
Turkije · 
Uruguay ·
Venezuela ·
Verenigde Arabische Emiraten · 
Verenigde Staten ·
Zuid-Afrika ·
Zuid-Korea ·
Zweden ·
Zwitserland
Brazilië (2014) ·
Engeland (2018) ·
Griekenland (2014) ·
Ivoorkust (2014) ·
Japan (2014) ·
Japan (2018) ·
Polen (2018) ·
Senegal (2018) ·
Uruguay (2014)
FEPAFUT · A-internationals · Selecties · Bondscoaches · Panamees vrouwenelftal · Panama U21 · Panama U20 · Panama U19 · Panama U18 · Panama U17
1930 – 1949 · 
1950 – 1959 · 
1960 – 1969 · 
1970 – 1979 · 
1980 – 1989 · 
1990 – 1999 · 
2000 – 2009 · 
2010 – 2019 ·
2020 – 2029
CGC 1991 · 
CGC 1993 · 
CGC 1996 · 
CGC 1998 · 
CGC 2000 · 
CGC 2002 · 
CGC 2003 · 
CGC 2005 · 
CGC 2007 · 
CGC 2009 · 
CGC 2011 · 
CGC 2013 · 
CGC 2021
WK 2018
1938 · 
1939 · 
1940 · 
1941 · 
1942 · 1943 · 1944 · 1945 · 
1946 · 
1947 · 
1948 · 
1949 · 
1950 · 
1951 · 
1952 · 
1953 · 
1954 · 
1955 · 
1956 · 
1957 · 
1958 · 
1959 · 
1960 · 
1961 · 
1962 · 
1963 · 
1964 · 
1965 · 
1966 · 
1967 · 
1968 · 
1969 · 
1970 · 
1971 · 
1972 · 
1973 · 
1974 · 
1975 · 
1976 · 
1977 · 
1978 · 
1979 · 
1980 · 
1981 · 
1982 · 
1983 · 
1984 · 
1985 · 
1986 · 
1987 · 
1988 · 
1989 · 
1990 · 
1991 · 
1992 · 
1993 · 
1994 · 
1995 · 
1996 · 
1997 · 
1998 · 
1999 · 
2000 · 
2001 · 
2002 · 
2003 · 
2004 · 
2005 · 
2006 · 
2007 · 
2008 · 
2009 · 
2010 · 
2011 · 
2012 · 
2013 · 
2014 · 
2015 · 
2016 · 
2017 ·
2018 ·
2019 ·
2020 ·
2021 ·
2022 ·
2023 ·
2024
Anguilla ·
Argentinië · 
Armenië · 
Aruba · 
Bahama's ·
Bahrein ·
Barbados ·
België · 
Belize · 
Bermuda · 
Bolivia · 
Brazilië · 
Canada · 
Chili · 
Colombia · 
Costa Rica · 
Cuba · 
Curaçao ·
Denemarken ·
Dominica · 
Dominicaanse Republiek · 
Ecuador · 
El Salvador · 
Engeland · 
Grenada · 
Guadeloupe ·
Guatemala · 
Guyana · 
Haïti · 
Honduras · 
Iran · 
Jamaica · 
Japan · 
Kameroen ·
Mexico · 
Montserrat ·
Nederlandse Antillen · 
Nicaragua · 
Noord-Ierland ·
Noorwegen ·
Paraguay · 
Peru · 
Portugal · 
Puerto Rico · 
Qatar ·
Saint Lucia · 
Saoedi-Arabië ·
Servië ·
Spanje · 
Taiwan · 
Trinidad en Tobago ·
Tunesië ·  
Uruguay ·  
Venezuela · 
Verenigde Staten ·
Wales ·
Zuid-Afrika ·
Zuid-Korea ·
Zwitserland
België (2018) ·
Engeland (2018) ·
Tunesië (2018)